# Dominiques Missioneres de la Sagrada Família
Les Germanes Dominiques Missioneres de la Sagrada Família és una congregació religiosa catòlica femenina de dret pontifici, fundada pel bisbe dominic José Cueto y Díaz de la Maza a Las Palmas de Gran Canaria el 12 de juny de 1895. Les religioses d'aquesta congregació són conegudes com a Dominiques Missioneres i adopten les sigles D.M.S.F.

## Història
José Cueto y Díaz de la Maza, acabat d'escollir bisbe de Canàries, feu cridar les Filles de Crist Rei per col·laborar amb l'ensenyament dels joves a Las Palmas, fundant-hi un col·legi el 1891. Aquesta congregació envià cinc religioses al capdavant de Pilar Prieto Vidal. Amb la intenció d'afegir la fundació a l'Orde de Predicadors, el 12 de juny de 1895, independitzà la casa de Las Palmas amb el nom de Germanes Dominiques Missioneres de la Sagrada Família. Feren servir com a base de les seves constitucions les de les Dominiques de Nancy.
La congregació visqué el seu període d'expansió després de la mort dels fundadors, primer a les illes Canàries i després a Espanya. Amb la unió de la congregació de les Dominiques de Villalba es donà inici a aquesta expansió peninsular. La primera casa fundada fora d'Espanya fou la de Pitrufquen, a Xile, des d'on s'estengueren a altres països d'Amèrica del Sud.
L'institut rebé l'aprovació pontifícia, mitjançant decretum laudis el 13 de desembre de 1943 i l'aprovació definitiva de les seves constitucions el 9 de gener de 1954.
El 2015 tenien 217 religioses i 37 comunitats, presents a Bolívia, Camerun, Xile, Colòmbia, Cuba, Espanya i Veneçuela.